# Sunan International Airport

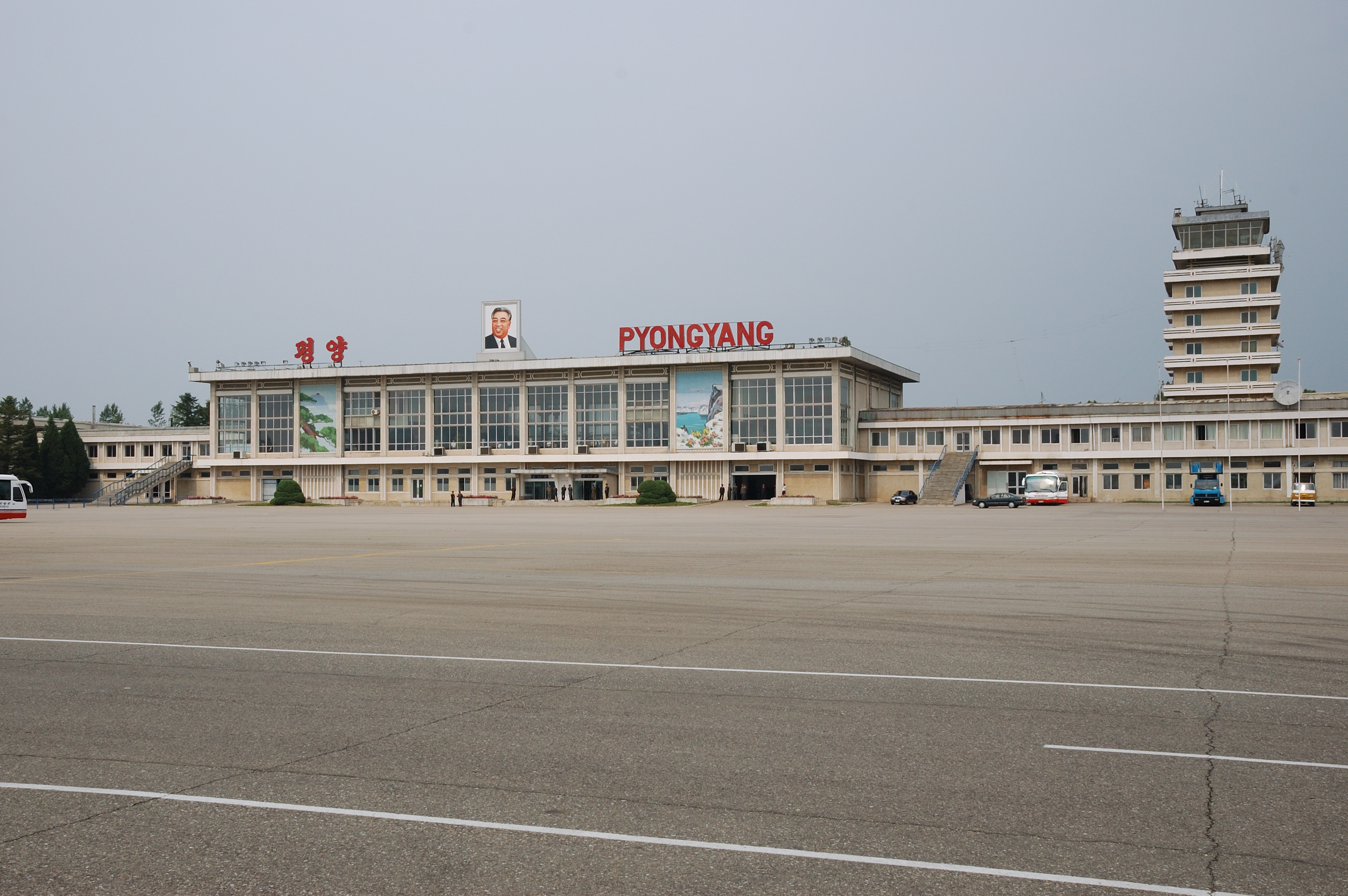
Sunan International Airport

Sunan International Airport (IATA: FNJ, ICAO: ZKPY) är en flygplats nära Pyongyang i Nordkorea. Flygplatsen är bas för det nationella flygbolaget Air Koryo. De enda destinationerna från flygplatsen är Peking, Shenyang, Vladivostok, Kuala Lumpur och Bangkok med Air Koryo och Peking med Air China.

## Flygbolag och destinationer
| Flygbolag               | Destinationer |
| ----------------------- | --- |
| Air China               | Peking |
| Air Koryo               | Bangkok, Peking, Chabarovsk, Kuala Lumpur, Moskva, Shanghai, Shenyang, Vladivostok, Yanji, Chongjin, Haeju, Hamhung, Kaesong, Kanggye, Kilju, Nampo, Samjiyon, Sinuiju, Wonsan Säsong: Dalian, Harbin, Kuwait City, Singapore |
| MIAT Mongolian Airlines | Charter:Ulan Bator |